# Silúrids

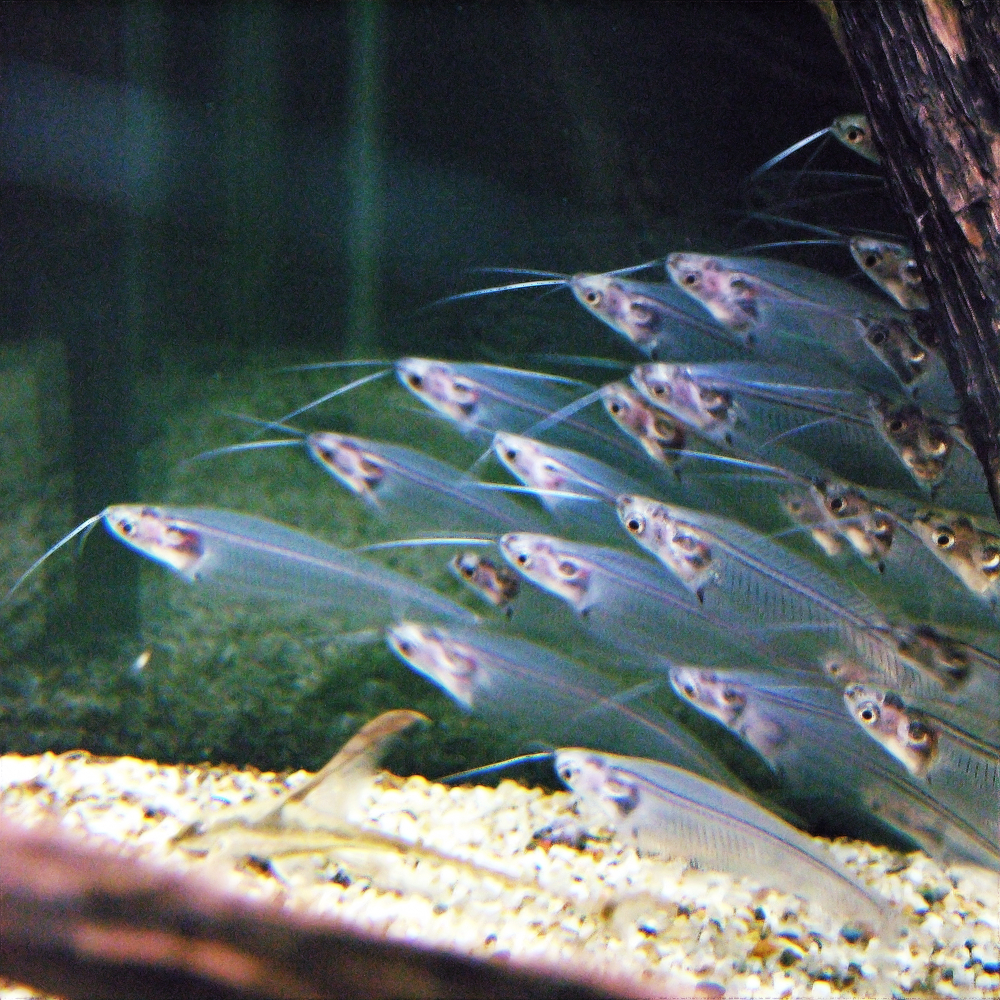
Kryptopterus bicirrhis

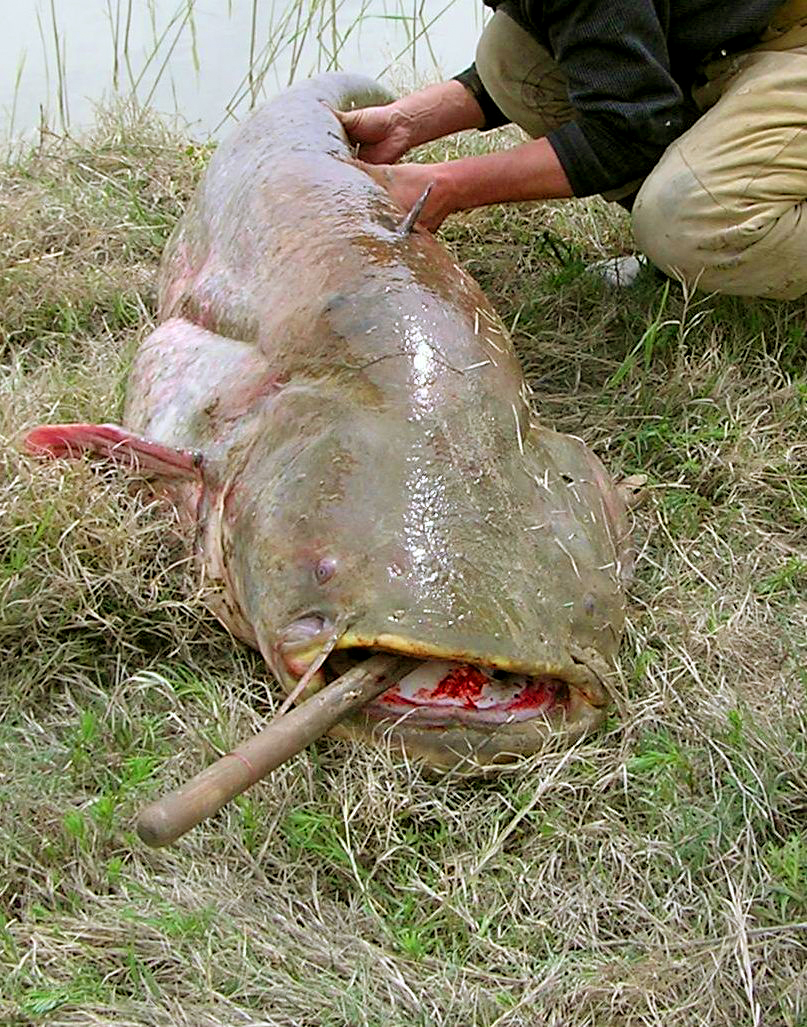
Silur (Silurus glanis)

La família dels silúrids (Siluridae) és constituïda per peixos actinopterigis d'aigua dolça de l'ordre dels siluriformes que es troba a Euràsia.

## Morfologia
- La longitud màxima és assolida pel silur (Silurus glanis) amb 5 m i 330 kg de pes.
- Cos bastant deprimit dorsiventralment.
- Cap eixamplat.
- Barbes molt desenvolupades.
- Pell sovint nua.
- Ulls petits.
- No tenen aletes dorsals o amb una sola aleta petita. L'aleta anal és grossa. Les aletes pectorals tenen el primer radi espinós desenvolupat.[4][5]

## Gèneres
- Belodontichthys (Bleeker, 1858)[6]
  - Belodontichthys dinema (Bleeker, 1851)
  - Belodontichthys truncatus (Kottelat & Ng, 1999)
- Ceratoglanis (Myers, 1938)[7]
  - Ceratoglanis pachynema (Ng, 1999)
  - Ceratoglanis scleronema (Bleeker, 1862)
- Hemisilurus (Bleeker, 1858)[6]
  - Hemisilurus heterorhynchus (Bleeker, 1853)
  - Hemisilurus mekongensis (Bornbusch & Lundberg, 1989)
  - Hemisilurus moolenburghi (Weber & de Beaufort, 1913)
- Hito (Herre, 1924)[8]
  - Hito taytayensis (Herre, 1924)
- Kryptopterus (Bleeker, 1858)[6]
- Micronema (Bleeker, 1858)[9]
  - Micronema bleekeri (Günther, 1864)
  - Micronema micronema (Bleeker, 1846)
- Ompok (Lacépède, 1803)[10]
- Parasilurus (Bleeker, 1862)[11]
- Pterocryptis (Peters, 1861)[12]
- Silurichthys (Bleeker, 1856)[13]
  - Silurichthys citatus (Ng & Kottelat, 1997)
  - Silurichthys gibbiceps (Ng & Ng, 1998)
  - Silurichthys hasseltii (Bleeker, 1858)
  - Silurichthys indragiriensis (Volz, 1904)
  - Silurichthys marmoratus (Ng & Ng, 1998)
  - Silurichthys phaiosoma (Bleeker, 1851)
  - Silurichthys sanguineus (Roberts, 1989)
  - Silurichthys schneideri (Volz, 1904)
- Silurus (Linnaeus, 1758)[14]
- Wallago (Bleeker, 1851)[15]
  - Wallago attu (Bloch & Schneider, 1801)
  - Wallago hexanema (Kner, 1866)
  - Wallago leerii (Bleeker, 1851)
  - Wallago maculatus (Inger & Chin, 1959)
  - Wallago micropogon (Ng, 2004)[16][17][18][19][20][21][22][23]